# RN-94
El RN-94 (6 × 6) es un blindado de evacuación y apoyo médico de personal originalmente desarrollado por la compañía turca Maquinarias y Equipos Industriales Nurol de Ankara y la firma de arsenales y ordenanzas rumana ROMARM S.A. Filiala S C Moreni de Bucarest.

## Características técnicas
El casco del RN-94 es de estructura totalmente soldada, que brinda protección máxima a impactos de armas calibre 7.62 mm, proyectiles de armas antiblindaje (12,7), minas de superficie y toda clase de esquirlas. Para su inmersión en cauces de río a vadear, se propulsa mediante dos hélices de tipo turbina ubicadas en la parte posterior del casco que se alimentan de dos entradas frontales en el casco.
Para propósitos de prueba con el ejército turco se le ha instalado a un prototipo una torreta Dragar de construcción bajo licencia francesa; que monta un cañón GIAT de calibre 25 mm doblemente alimentado y capacitado para operar en modo automático, en la misma van 2 ametralladoras del modelo FN MAG, o puede montar opcionalmente a su vez armas de estándar ruso (del tipo PKM/PKS).
La cubierta del conductor y del comandante se encuentran resguardadas por cabinas blindadas en el arco frontal, que cuentan con cubiertas del tipo pinza y abatibles, que en caso de estar en un entorno hostil le permiten resguardarse de esquirlas y proyectiles provenientes del fuego enemigo.

## Variantes
Sólo se conocen tres o cuatro variantes del citado blindado, de las cuales sólo una está en servicio operativo como vehículo de evacuación médica.

### RN-94
La variante principal, porta la torreta del FNSS turco; que monta como arma principal un cañón de calibre 25 mm y dos ametralladoras de calibre 7,62 x 51 OTAN.
Sólo existen 9 operativos en el Ejército de Bangladés.

### RN-94 Portamortero
Variante diseñada para portar un mortero de calibre 120 mm, sólo prototipo.

### RN-94 Comandante
Variante de mando, nunca entró en producción.

### RN-94 Radar
Variante de observación y detección avanzada, monta un radar de tijera abatible sobre el techo; no entró en producción.

## Usuarios
- Bangladés

9 vehículos (en la variante MEDEVAC) pedidos en 1994.
- Rumania

2 Vehículos y/o prototipos de prueba solamente, se desconoce su estado oficial.
- Turquía

5 Vehículos y/o prototipos de prueba solamente, se desconoce su estado oficial.